# Carvedilol
El carvedilol és un medicament blocador beta, així és utilitzat per tractar la tensió arterial alta, insuficiència cardíaca congestiva i disfunció ventricular esquerre en persones que d'altra manera són estables. Per a la pressió arterial alta, generalment és un tractament de segona línia. Es pren per boca.
Els efectes secundaris comuns inclouen mareig, cansament, dolor articular, tensió arterial baixa, nàusees i sensació de falta d'aire. Els efectes secundaris greus poden incloure broncospasme. La seguretat durant l'embaràs o la lactància materna no està clara. No es recomana l'ús en persones amb problemes de fetge. El carvedilol és un blocador beta no selectiu i blocador alfa-1. No està del tot clar com millora els resultats, però pot implicar dilatació dels vasos sanguinis.
Està a la Llista de medicaments essencials de l'Organització Mundial de la Salut. Està comercialitzat a Espanya com a medicament genèric, Coropres i Normotride.